# Шубинка (Егорьевский район)
Шубинка — село в Егорьевском районе Алтайского края России. Административный центр и единственный населённый пункт Шубинского сельсовета.

## География
Село находится в юго-западной части Алтайского края, юго-восточнее озера Горькое, на расстоянии примерно 13 километров (по прямой) к юго-юго-западу (SSW) от села Новоегорьевское, административного центра района. Абсолютная высота — 256 метров над уровнем моря.
Климат умеренный, континентальный. Средняя температура января составляет −12,5 °C, июля — +18,6 °C. Годовое количество осадков составляет 362 мм.

## История
Село было основано в 1830 году. Поселение существовало вначале как заимка, которую основали переселенцы из соседнего села Лебяжье, приехавшие из Пензенской области. Заимка получила наименование по фамилии крестьянина Шубина (антропоним и формант «ка»). Основной прирост населения произошёл в 1920-1925 годах.
Согласно переписи населения, проводимой в 1926 году, в Шубинке функционировала школа, имелось 160 хозяйств и проживало 809 человек (401 мужчина и 408 женщин). В административном отношении Шубинка являлась центром сельсовета Рубцовского района Рубцовского округа Сибирского края. В 1931 г. состоял из 141 хозяйства, центр сельсовета Рубцовского района.

## Население
| 1926 | 1931 | 1997 | 1998 | 1999 | 2000 | 2001 |
| ---- | ---- | ---- | ---- | ---- | ---- | ---- |
| 809  | ↘626 | ↗774 | ↗780 | ↗784 | ↘779 | ↗798 |
| 2002 | 2003 | 2004 | 2005 | 2006 | 2007 | 2008 |
| ↘784 | ↘756 | ↗759 | ↘710 | →710 | ↘684 | ↘678 |
| 2009 | 2010 | 2011 | 2012 | 2013 | 2014 | 2015 |
| ↗680 | ↘626 | ↘619 | ↘565 | ↘558 | ↗569 | ↘552 |
| 2016 | 2017 | 2018 | 2019 | 2020 | 2021 |      |
| ↘540 | ↘527 | ↘500 | ↘477 | ↘455 | ↘442 |      |

Согласно результатам переписи 2002 года, в национальной структуре населения русские составляли 93 %.

## Инфраструктура
В селе функционируют основная общеобразовательная школа, фельдшерско-акушерский пункт, культурно-досуговый центр и отделение Почты России.

## Улицы
Уличная сеть села состоит из 6 улиц.